# Reuniones de Premios Nobel en Lindau

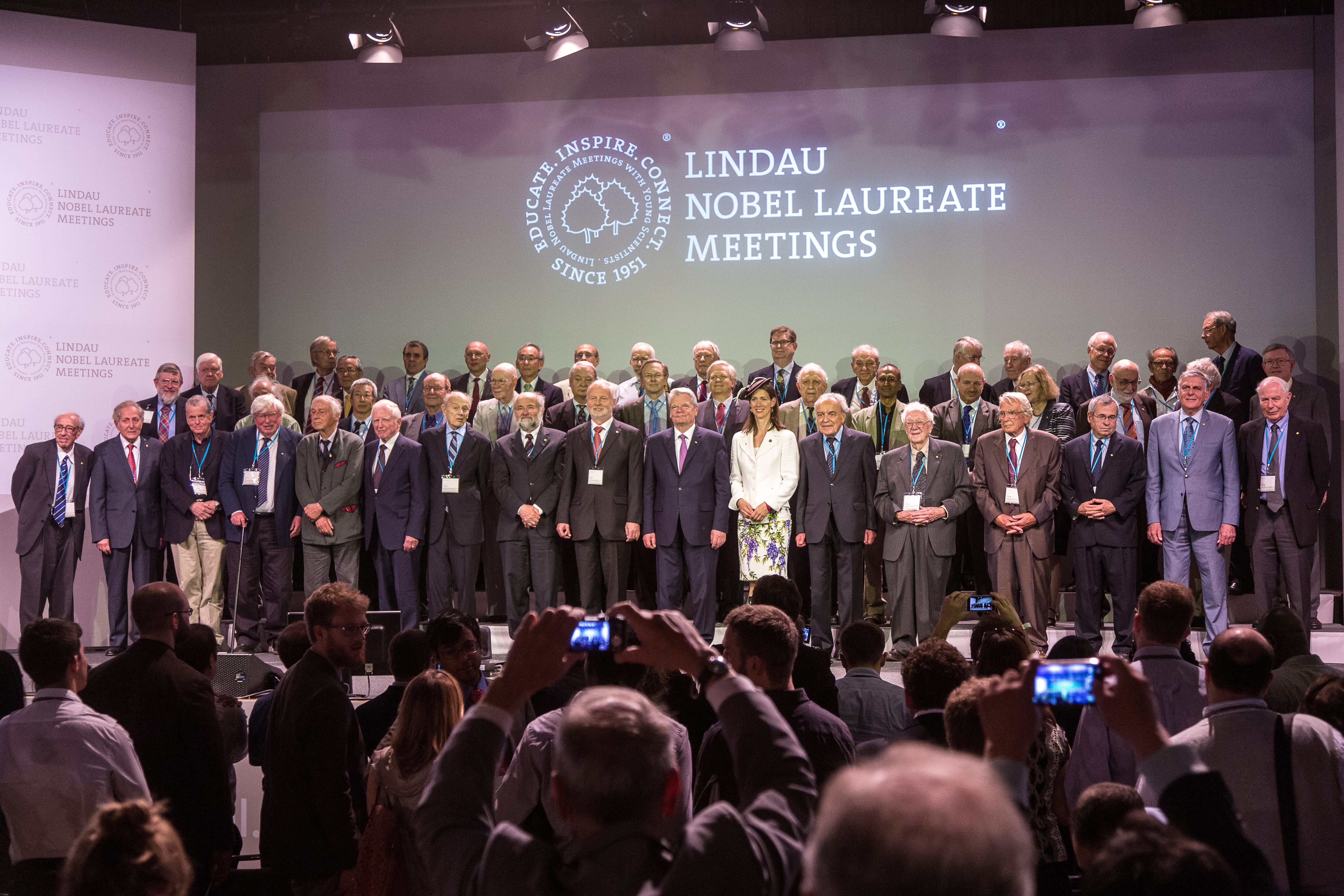
Foto grupal de los 65 premios Nobel que asistieron a la 65.ª Reunión de Premios Nobel de Lindau en el verano de 2015 y del presidente alemán Joachim Gauck, así como de la condesa Bettina Bernadotte, presidenta del Consejo para las Reuniones de Premio Nobel de Lindau

Las Reuniones de Premios Nobel en Lindau son una serie de encuentros anuales de científicos laureados por el premio Nobel con jóvenes investigadores, que “persiguen el intercambio de diferentes generaciones, culturas y disciplinas”. Se desarrollan en Lindau (Alemania) desde su inicio en 1951.

## Historia
La serie de encuentros fue creada por iniciativa de los médicos de esa ciudad Franz Karl Hein y Gustav Wilhelm Parade, con el apoyo del conde Lennart Bernadotte af Wisborg. Actualmente son organizados por dos instituciones: el consejo, y la fundación.